# Cephisus sanguisugus
Cephisus sanguisugus är en insektsart som beskrevs av Jacobi 1908. Cephisus sanguisugus ingår i släktet Cephisus och familjen spottstritar. Inga underarter finns listade i Catalogue of Life.